# Enrique Martinelli Tizón
Enrique Ignacio Martinelli Tizón (Abancay, 5 de julio de 1908-Lima, 21 de octubre de 1980) fue un ingeniero y político peruano. Diputado y senador por Apurímac, presidió el Senado del Perú en dos ocasiones y el Jockey Club del Perú en cuatro oportunidades.

## Biografía
Su padre fue Enrique Americo Martinelli Samanez, Prefecto de Apurímac, Diputado por Abancay, y Ministro de Fomento y Obras Públicas durante el Gobierno de Augusto B. Leguia, y su madre fue María Rosa Tizón Amézaga quien por línea materna desciende directamente del conquistador Diego de Agüero. Fue su abuelo paterno el ciudadano italiano Don Fortunato Ignazio Martinelli Lauri que vino desde Italia al Perú como exiliado político el año 1865[cita requerida]. Enrique estuvo casado con Aída Hortensia Freundt Sáenz quien fuera elegida el año 1930 "Aida I" Reina de Reinas de Lima[cita requerida].
Hizo sus estudios en el Colegio Inglés de Barranco y Jesuitas de Lima (Colegio de la Inmaculada) egresando el año 1925. Sus estudios profesionales los llevó a cabo en la Escuela de Ingenieros de Lima, en donde fue miembro de la directiva de la Asociación de Estudiantes de Ingeniería, actuando en forma destacada en defensa de los derechos de los estudiantes. Se graduó como Ingeniero Civil el año 1930. En el ejercicio de su profesión como ingeniero recorrió todo el país y ejecutó al frente de su propia compañía constructora numerosas e importantes obras de irrigación, viales, y de saneamiento, en catorce departamentos del Perú. Su gran capacidad y eficiencia lo hicieron merecedor al aprecio y respeto de sus colegas de profesión[cita requerida].
En el año 1945 fue elegido diputado por la provincia de Antabamba, Apurimac y el año 1956 Senador por el Departamento de Apurimac, presidió la Cámara de Senadores en las legislaturas de 1959-1960 y 1961-1962. El año 1962 postuló para un nuevo periodo como senador por Apurímac y ganó nuevamente las elecciones. Las elecciones fueron anuladas al disolverse el Congreso por el Golpe Militar del año 1962. Al año siguiente se repitieron las elecciones y fue nuevamente elegido Senador por el Departamento de Apurimac para el periodo 1963 - 1968.
Los Socios del Jockey Club del Perú lo eligieron su Presidente en los periodos 1965-1966, 1966-1967, 1979-1980 y 1980-1981, en el año 1980 falleció sin terminar su mandato. Durante su gestión como presidente ejecutó las obras y acciones siguientes:
- el Centro de Esparcimiento;
- las nuevas Oficinas Administrativas;
- Totalizador electrónico;
- la importación de yeguas y padrillos para elevar el Elevage Nacional;
- las Caballerizas y la Clínica veterinaria;
- la iluminación de la pista de carreras para carreras nocturnas;
- el Centro asistencial para los trabajadores hípicos;
- la creación del Fondo al Vareador;
- dos Escuelas para los hijos de los trabajadores hípicos;
- Comisaría, etc.

Su gestión se caracterizó por: (i) dar a los propietarios una justa escala de premios en función de los ingresos del JCP; (ii) mayor participación de los socios; (iii) por el apoyo asesoramiento y estímulo a los servidores del JCP; (iv) por cautelar los intereses del público apostador; y, (v) por la unión de todos los sectores de la hípica[cita requerida].

## Principales aportes en el Congreso
Como Diputado por la Provincia de Antabamba, Apurimac, luchó por la irrestricta libertad de prensa, y presentó numerosos proyectos de ley de carácter social y de promoción nacional, como el que ordenaba la inmediata ejecución de su Plan de Agua y Desagüe en toda la República y el de irrigación del Valle del Chumbao en Andahuaylas[cita requerida].
Como líder de los Senadores del partido político, “Movimiento Democrático Peruano”, partido del que fuera su vicepresidente desde el año 1959 al año 1968, fue autor de numerosos proyectos de Ley de gran contenido social y de carácter económico, muchos de los cuales, convertidos ya en leyes, fueron factores preponderantes de promoción de la económica nacional y un provisor avance en el camino de una justicia social plena[cita requerida].
Entre las obras cumplidas durante su mandato como senador en el periodo 1956-1962, tenemos:
- La creación de Escuelas Normales, Colegios, Núcleos Escolares, Centros Agropecuarios y Artesanales, para hombres y mujeres, en las diferentes provincias del departamento de Apurimac;
- Se creó la Regional de Educación de Apurimac;Se implementaron subsidios para el sostenimiento de las Escuelas Normales, Institutos Técnicos, Colegios y para la construcción de más de setenta Locales Escolares y Talleres Artesanales;Se ampliaron las plazas para médicos, enfermeros y auxiliares;
- Se construyó el gran Hospital Regional, postas médicas y postas sanitarias;
- Se creó la primera Sala de la Corte Superior del departamento de Apurimac y Juzgados de Instrucción en varias provincias;Se creó el Obispado de Abancay;Se instalaron y crearon Estaciones Radiotelegráficas, Radiodifusoras, Telefónicas y Postales;Se construyó el Aeropuerto de Huancabamba;
- Se construyó la Carretera Andahuaylas-Puquio y el Puente sobre el río Chilca;Se construyeron más de veinte carreteras y ramales entre las diferentes zonas del departamento y se pavimentó Abancay;Se instaló las Centrales Hidroeléctricas en Andahuaylas y Abancay;
- Se instalaron Servicios Eléctricos en más de treinta localidades;Se implementó Servicios de Agua y Desagüe en las principales provincias del departamento;
- Se ejecutaron quince Obras de Irrigación; etc.

Estuvo siempre preocupado por los más diversos temas como: La defensa de las FFAA; La defensa de la remuneración de los trabajadores; La defensa ante cualquier atentado a la Majestad y Fueros del Parlamento; La promoción y la defensa de los libramientos para obras en pueblos alejados;Los Honores para los Caídos en la Campaña del 41;La defensa a la libertad de prensa;La defensa de las tarifas de los servicios públicos;Las medidas de apoyo a la inversión privada;y, el control del presupuesto.
Entre las leyes que fue autor e impulso en el periodo 1963-1968 tenemos:La Ley de Industrias; La Ley de Derecho de Autor; La Ley de Aviación Civil;La Ley que declaraba nulo el laudo de la Brea y Pariñas;La Ley que crea el Colegio de Ingenieros; La Ley de la Remodelación de los Barrios Marginales; La Ley Magisterial;La Ley que otorga póstumamente el título de Gran Almirante a Miguel Grau;La Ley de Jubilación Obrera; La Ley de Beneficios para Retirados de las FFAA y GC;La Ley de Cooperativas; La Ley que crea la Corporación de Desarrollo del Departamento de Apurimac;La Ley del Fondo de Desarrollo Económico y del Fondo Monetario Nacional del Perú;La Ley que modifica la Constitución del Estado incorporando la educación secundaria, normal y universitaria en la gratuidad de la enseñanza;La Ley de Reforma Agraria de 1964, por la cual los campesinos feudatarios serían propietarios de las parcelas que ocupaban; etc.

## Condecoraciones
- Gran Cruz de la Orden el Sol del Perú
- Gran Cruz de la Orden al Mérito de la República Italia
- Gran Cruz de la Orden del Congreso de la República del Perú
- Gran Cruz al Mérito del Gobierno de Francia
- Gran Cruz de la Orden de San Silvestre Papa de la Santa Sede.

## Genealogía
- El conquistador Diego de Agüero y Sandoval se casó con Luisa de Garay y Moniz de Perestrello (hija de Francisco de Garay)
  - Diego de Agüero y Garay se casó con Beatriz Bravo de Lagunas
    - Joseph de Agüero y Bravo de Lagunas se casó con Marcela de Padilla y Celis 
      - Luis de Agüero y Padilla se casó con Jacoba de Añasco y Guzmán
        - Joseph de Agüero y Añasco se casó con Mariana Barreto de Castro
          - María Magdalena de Agüero y Barreto se casó con Juan Antonio de los Santos y de las Cuentas
            - Juan Joseph Agüero de los Santos casado con María Teresa de la Puente y Sandoval
              - María Josefa Agüero de los Santos casada con Andrés Ochoa de Amézaga y Zavala
                - Pedro Manuel Ochoa de Amézaga y Agüero casado con Manuela Díaz Celis
                  - Juan Manuel Amézaga Díaz casado con Teresa Cabañas Aramburú
                    - María Cristina Amézaga Cabañas casada con Juan Francisco Tizón Correa
                      - María Rosa Tizón Amézaga casada con Enrique Americo Martinelli Samanez
                        - Enrique Martinelli Tizón

## Fuente
- Basadre, Jorge: Historia de la República del Perú. 1822 - 1933, Octava Edición, corregida y aumentada. Tomo 2. Editada por el Diario "La República" de Lima y la Universidad "Ricardo Palma". Impreso en Santiago de Chile, 1998.
- Tauro del Pino, Alberto: Enciclopedia Ilustrada del Perú. Tercera Edición. Tomo 15, TAB-UYU. Lima, PEISA, 2001. ISBN 9972-40-165-0
- Archivos de la Familia Martinelli

- Datos: Q5833546
- Multimedia: Enrique Martinelli Tizón / Q5833546